# Genua. Włoskie lato
Genua (Genova) – brytyjsko-włoski dramat filmowy z 2008 roku w reżyserii Michaela Winterbottoma.

## Fabuła
Po tragicznej śmierci żony Joe (Colin Firth) wraz z córkami, Kelly (Willa Holland) i Mary (Perla Haney-Jardine) postanawia rozpocząć nowe życie, przeprowadzając się do włoskiego słonecznego miasta Genui. Dla podziwianego przez młode studentki Joe, coraz bardziej podoba się praca wykładowcy uniwersyteckiego. Piękna nastolatka Kelly przeżywa pierwszą miłość. Dziewczyna jest zakochana w chłopaku, którego poznała na plaży. Jedenastoletnia Mary próbuje się odnaleźć w nowym otoczeniu. Przechadzając się po ulicach Genui zauważa ducha swojej zmarłej matki, który wciąż za nią podąża.

## Obsada
- Colin Firth – Joe
- Catherine Keener – Barbara
- Hope Davis – Marianne
- Willa Holland – Kelly
- Perla Haney-Jardine – Mary
- Kyle Griffin – Scott
- Kerry Shale – Stephen
- Gherardo Crucitti – Mauro
- Margherita Romeo – Rosa
- Gary Wilmes – Dan
- Demetri Goritsas – Steve
- Kara Doherty – Chloe
- Sarah Viccellio – Lizzie
- Trevor White – Michael
- Alessandro Giuggioli – Lorenzo
- Dante Ciari – Fabio
- Monica Bennati – Elena

## Nagrody
- Film otrzymał nagrodę Złotej Perły podczas Międzynarodowego Festiwalu w San Sebastián w Hiszpanii (27.09.2008).